# Con la razón y la fuerza
Con la razón y la fuerza fue un álbum de los músicos chilenos Patricio Manns e Inti-Illimani, grabado en Roma, Italia, y lanzado en 1982 por el sello madrileño Movieplay, actualmente Fonomusic, mientras se encontraban exiliados en Europa debido a la dictadura militar en Chile. Se trata de una obra poética en que se repasan la historia de América Latina y Chile, la lucha por la independencia y las conquistas contra los pueblos originarios, y parafraseando el lema oficial del Estado de Chile llama a la razón y a la fuerza para derrocar la dictadura. Patricio Manns compuso por esta época el himno del Frente Patriótico Manuel Rodríguez.
En 1992, el álbum fue reeditado por el sello chileno Alerce, la otra música bajo el nombre La araucana, sin la segunda canción «El pacto roto», y atribuyendo su autoría exclusivamente a Patricio Manns.

## Lista de canciones[5]
| N.º | Título                      | Escritor(es)         | Duración |  |
| 1.  | «Las caídas»                | P. Manns, H. Salinas | 2:54     |  |
| 2.  | «El pacto roto»             | Patricio Manns       |          |  |
| 3.  | «Llegó volando»             | Patricio Manns       | 3:01     |  |
| 4.  | «Antigua»                   | Patricio Manns       | 4:17     |  |
| 5.  | «La araucana»               | Patricio Manns       | 6:51     |  |
| 6.  | «Palimpsesto»               | P. Manns, H. Salinas | 4:02     |  |
| 7.  | «Manifiesto esencial»       | Patricio Manns       | 3:01     |  |
| 8.  | «Los libertadores»          | Patricio Manns       | 4:11     |  |
| 9.  | «El equipaje del destierro» | P. Manns, H. Salinas | 4:49     |  |
| 10. | «Con la razón y la fuerza»  | Patricio Manns       | 3:00     |  |

## Créditos
Intérpretes
- Patricio Manns
- Jorge Coulón
- Max Berrú
- Horacio Salinas
- Horacio Durán
- José Seves
- Marcelo Coulón

Colaboración
- Ingeniero de sonido: Sergio Marcotulli
- Piano: Reginald Óbice
- Producción: Alejandra Lastra